# Kök-Tasch (Batken)
Kök-Tasch (kirgisisch Көк-Таш) ist ein Dorf in Kirgisistan mit 1931 Einwohnern (Stand 2024).

## Geographie
Das Dorf liegt im Rajon Batken des Oblus Batken. Es ist der Landgemeinde Ak-Sai untergeordnet. Das Dorf liegt im zentralen Teil des Oblus, am rechten  Ufer des Flusses Isfara.

## Geschichte
Im Jahr 2021 kam es im Zuge des kirgisisch-tadschikischen Grenzkonflikts zu einer Konfrontation zwischen Anwohnern und Militär beider Seiten. Am 28. April versammelten sich Bewohner der umliegenden kirgisischen und tadschikischen Dörfer am strittigen Wasserverteilungszentrum Golownoi. Die Situation eskalierte und die Bewohner bewarfen sich gegenseitig mit Steinen. Am nächsten Morgen beschoss die tadschikische Seite eine kirgisische Militäreinheit in Kök-Tasch. Am Nachmittag kam es zu einem Schusswechsel zwischen Militäreinheiten beider Parteien. Die Bewohner des Dorfes wurden nach Batken evakuiert. Infolge der zweitägigen Eskalation wurden 7 Tadschiken und 17 Kirgisen verletzt, ein Kirgise erlag später den Verletzungen. Ähnliche Vorfälle, bei denen Kök-Tasch evakuiert wurde, ereigneten sich 2019 und 2020.

## Bevölkerung
| Jahr | Einwohner |
| ---- | --------- |
| 2009 | 1989      |
| 2024 | 1931      |

Anmerkung: 2009 Volkszählungsdaten, 2024 Fortschreibung